# Edward Sharpham
Edward Sharpham (1576-1608) était un dramaturge anglais de la période élisabéthaine.

## Biographie
Sharpman était le troisième fils de Richard Sharpham du village de Colehanger dans le Devon. Il est admis membre de Middle Temple le 9 octobre 1594.

## Œuvres
Sharpham est l'auteur de deux pièces, The Fleire et Cupid's Whirligig. La première est jouée au Blackfriars Theatre en 1605 et en plusieurs autres occasions par la troupe enfantine des « Children of the revels », après qu'ils eurent perdu le droit de s'appeler les « Queen's revels ». Quatre éditions de cette pièce furent publiées en 1607, 1610, 1615 et 1631. Cette pièce ressemble beaucoup à Parasitaster de John Marston. La seconde pièce, Cupid's Whirligig, a été jouée également au  Blackfriars Theatre par la même troupe que la première en 1607. Quatre éditions furent aussi imprimées en 1607, 1611, 1616 et en 1630. Elles sont préfacées en vers par Robert Hayman (en). L'intrigue est tirée du Décaméron (vii. 6) de Boccace.
Un sonnet, intitulé To my beloved master, John Davies, est utilisé dans la préface de Humours Heav'n on Earth de John Davies of Hereford (en). Ce sonnet est signé Edward Sharphell, et pourrait avoir été écrit par Sharpham.